# Махершала Али
Махершалалхашбаз Гилмор (енгл. Mahershalalhashbaz Gilmore; Оукланд, Калифорнија, рођен 16. фебруара 1974), професионално познат као Махершала Али (енгл. Mahershala Ali), је амерички глумац најпознатији по серијама Кућа од карата, 4400 и Прави детектив (Сезона 3) и филмовима Игре глади: Сјај слободе - Први део, Месечина, Зелена књига. За улогу у филму Месечина, био је номинован за Награду Удружења филмских глумаца (за ову награду био је номинован више пута), Оскара, Златни глобус, и награђен је наградом Избора критичара (Critics’ Choice Movie Awards) за најбољег глумца у споредној улози. Године 2019. постао је добитник Златног глобуса за филм Зелена књига (најбољи глумац у споредној улози), а поново је номинован и за награду Оскар. Он је први глумац исламске вероисповести који је освојио Оскара. Часопис „Тајм” прогласио је Алија за једног од 100 најутицајнијих људи на свету у 2019.години.

## Детињство, младост и образовање
Али је рођен као Махершалалхашбаз Гилморе 1974. године у Хејварду у Калифорнији, као син Филипа Гилмора (1956–1994) и Вилиције Гоинес (рођене 1955). Мајка га је одгајала као хришћанина у Баптистичкој цркви.  Његов отац био је глумац који се појавио на Бродвеју. Махершалалхашбаз је име пророчког детета у 8. поглављу Књига пророка Исаије.
Похађао је Ст. Мари'с колеџ у Мораги у Калифорнији, где је дипломирао 1996. године на смеру масовне комуникације. Уписао је тај колеџ са кошаркашком стипендијом и играо за њихов тим. Био је разочаран идејом спортске каријере због односа са спортистима и развио је интересовање за глуму, нарочито након учешћа у представи Спунк.
Уписао је на Универзитету Њујорк студије глуме и 2000. године стекао мастер диплому.
2000. године прешао је у ислам, променио презиме из Гилморе у Али и придружио се муслиманској заједници Ахмадиа. У интервјуима је испричао бројне проблеме са којима се сусрео на аеродромима, банкама и иначе у свакодневном животу као амерички муслиман од напада 11. септембра.

## Лични живот
Али је муслиман. Своју мачку је назвао Нас, по реперу. Ожењен је Аматус-сам-Каримом, глумицом и музичарком. Пар је добио своје прво дете, ћерку, неколико дана пре његовог првог Оскара 2017. године.

## Дискографија

### Студио албуми
- Curb Side Service (2007)

## Филмографија

### Филм
| Година | Назив                                  |
| ------ | -------------------------------------- |
| 2003   | Making Revolution                      |
| 2008   | Umi's Heart                            |
| 2008   | Необични случај Бенџамина Батона       |
| 2009   | Прелазак преко                         |
| 2010   | Предатори                              |
| 2012   | Кућа иза борова                        |
| 2013   | Go for Sisters                         |
| 2014   | Supremacy                              |
| 2014   | Игре глади: Сјај слободе - Први део    |
| 2015   | Игре глади: Сјај слободе - Други део   |
| 2016   | Kicks                                  |
| 2016   | Gubagude Ko                            |
| 2016   | Free State of Jones                    |
| 2016   | Месечина                               |
| 2016   | Скривене бројке                        |
| 2017   | Roxanne Roxanne                        |
| 2018   | Зелена књига                           |
| 2018   | Спајдермен: Нови свет                  |
| 2019   | Алита: Борбени анђео                   |
| 2021   | Вечни                                  |
| 2023   | Спајдермен: Путовање кроз Спајдер-свет |
| 2023   | Оставите свет иза себе                 |
| 2025   | Свет из доба јуре: Поново рођени       |
| 2025   | Блејд                                  |

### Телевизија
| Година    | Назив                                    | Епизода           |
| --------- | ---------------------------------------- | ----------------- |
| 2001–2002 | Џордан                                   | 19 епизода        |
| 2002      | Уклето                                   | Епизода: "Еби"    |
| 2002      | Њујоршки плавци                          |                   |
| 2003      | Место злочина: Лас Вегас                 |                   |
| 2003      | Хандлер                                  |                   |
| 2003–2004 | Извештај Матрикс                         | 15 епизода        |
| 2004–2007 | 4400                                     | 28 епизода        |
| 2009      | Лажи ме                                  |                   |
| 2009      | Ред и закон: Одељење за специјалне жртве |                   |
| 2010      | Невино осуђен                            | Телевизијски филм |
| 2010      | Сви знакови смрти                        | Непродат ТВ пилот |
| 2011      | Гасите светла                            |                   |
| 2011–2012 | Треме                                    | 6 епизода         |
| 2011–2012 | Алфе                                     | 12 епизода        |
| 2012      | Алкатраз                                 |                   |
| 2013–2016 | Кућа од карата                           | 33 епизоде        |
| 2016      | Лук Кејџ                                 | 6 епизода         |
| 2017      | Друг детектив                            |                   |
| 2018      | Соба 104                                 |                   |
| 2019      | Прави детектив                           | 8 епизода         |